# 石原朋香
石原 朋香（いしはら ともか、1983年10月2日 - ）は、日本の女性タレントである。ヴァーサタイルエンタテインメントに所属していた。

## 人物
- 株式会社石原制作の非常勤の企画部長。
- 趣味はカポエイラ、ダンス、歴史めぐり。
- 『DyDo MiU Racing Team MiUガール』に岡田ひとみとともに選ばれる（2007/08年）。
- 2008年12月7日まで芸能人女子フットサルチーム「chakuchaku J.b」に所属していた。
- 2010年2月10日、幼稚園から中学まで同じ学校であった同級生と入籍したことを発表した[1]。

## 出演

### テレビ
- 全力坂（テレビ朝日）

2006年4月3日・18日（旧仙台坂）、5月9日（犬坂）

### 舞台・ミュージカル
- ピヴォ☆ガール （2006年1月4日,5日,9日　池袋サンシャイン劇場） -  キクマル役、chakuchaku J.bの日に出演
- 赤毛のアン - 2006年9月23日,24日,12月20日,24日
- Woodman〜劇場芸術としてのコント〜（2025年2月28日 - 3月2日、 SCOOL）[2]